# Dolní Cerekev
Dolní Cerekev (en allemand : Unter Zerekwe) est un bourg (městys) du district de Jihlava, dans la région de Vysočina, en République tchèque. Sa population s'élevait à 1 232 habitants en 2024.

## Géographie
Dolní Cerekev se trouve à 7 km au nord-nord-ouest de Třešť, à 12 km au sud-ouest de Jihlava et à 110 km à l'est-sud-est de Prague.
La commune est limitée par Cejle au nord, par Kostelec à l'est, par Třešť et Jezdovice au sud-est, Batelov au sud et au sud-ouest, et par Rohozná à l'ouest.

## Histoire
La première mention écrite de la localité date de 1224. La commune a le statut de městys depuis le 10 octobre 2006.

## Transports
Par la route, Dolní Cerekev se trouve à 9,5 km de Třešť, à 13,5 km de Jihlava et à 136 km de Prague.